# Ludovic Turpin
Ludovic Turpin, född 22 mars 1975 i Laval, är en fransk professionell tävlingscyklist. Han vann franska mästerskapen i Elite 2-klassen 1999. Under de sista månaderna 1999 var Turpin stagiaire (lärling) i det franska stallet Casino-C'est votre equipe. Han blev professionell året därpå med samma stall, som vid årsskiftet hade bytt sponsor till försäkringsbolaget Ag2r Prévoyance, vilket innebar att det nya stallet fick just namnet Ag2r Prévoyance. Turpin cyklade med det franska stallet fram till och med 2010.
Turpin slutade fyra sammanlagt på Tour Down Under i början av säsongen 2000. Ett år senare slutade han trea på det italienska etapploppet Giro della Provincia di Lucca. Han vann en etapp på Dauphiné Libéré under 2006, en etapp som han vann framför spanjorerna Iban Mayo och Francisco Mancebo. Ytterligare ett år senare vann han också en etapp på Circuit de Lorraine Professionnel. Han slutade på 20:e plats i etapploppet Vuelta a España under säsongen 2007.
Ludovic Turpin slutade på femte plats på etapp 4 av Circuit de Lorraine. I juni 2009 slutade Ludovic Turpin tvåa på etapp 3 av Critérium du Dauphiné Libéré bakom Niki Terpstra. Han vann etapp 3a av Tour de l'Ain framför Chris Horner och David Moncoutié.

## Meriter
2000 – AG2R Prévoyance
4:a totalt – Tour Down Under
2001 – AG2R - Decathlon
3:a totalt – Giro della Provincia di Lucca
2002 – AG2R Prévoyance
2:a – Paris-Camembert
2003 – AG2R Prévoyance
1:a, etapp 2 – Route du Sud
1:a, etapp 3 – Tour de l'Ain
4:s totalt – Tour de l'Ain
2004 – AG2R Prévoyance
1:a, 1 etapp – Circuit Sarthe
2005 – AG2R Prévoyance
1:a – Grand Prix de la ville de Rennes
2:a – Coupe de France de cyclisme sur route
2:a sammanställning – Tour de l'Ain
2:a – Polynormande
2006 – Ag2r Prévoyance
1:a, etapp 5 – Dauphiné Libéré
2007
1:a, etapp 1 – Circuit de Lorraine Professionnel
2009
1:a, etapp 3a, Tour de l'Ain
2:a, etapp 3, Critérium du Dauphiné Libéré

## Stall
- Casino-C'est votre equipe (stagiaire) 1999
- Ag2r Prévoyance 2000–2010
- Saur-Sojasun 2011